# Mårdäng
Mårdäng är en bebyggelse i Hille socken i Gävle kommun. Från 2015 avgränsar SCB här en småort. Vid avgränsningen 2020 delades område i två småorter där den "nya" benämns Mårdäng västra.